# Cataloipus thomasi
Cataloipus thomasi is een rechtvleugelig insect uit de familie veldsprinkhanen (Acrididae). De wetenschappelijke naam van deze soort is voor het eerst geldig gepubliceerd in 1933 door Boris Petrovich Uvarov.